# Peter Machajdik
Pour les articles homonymes, voir Peter.
Peter Machajdik, né le 1er juin 1961 à Bratislava, est un compositeur et artiste sonore slovaque.
La musique de Peter Machajdík pose souvent des questions sur la société dans laquelle nous vivons, encourage l'humanité et la responsabilité que les gens devraient avoir envers eux-mêmes et le monde. Elle est souvent considérée comme un contrepoint à l'ère actuelle de violence, d'agression et de cupidité.
Utilisant des techniques tonales et modales traditionnelles avec une sensibilité à la multi-coloration instrumentale, Machajdík crée un monde unique et délicat de textures émotionnelles dans ses œuvres. La plupart de ses œuvres sont hypnotiques et facilement reconnaissables. Elle se caractérise par un langage musical non violent qui redéfinit certaines formes de musique contemporaine et historique. Les thèmes de l'écologie environnementale et de la protection de la biodiversité jouent un rôle important dans le travail de Peter Machajdík.

## Biographie
En 1992, il s'établit plusieurs années à Berlin grâce à une invitation du DAAD (Deutscher Akademischer Austauschdienst).
En 1999, il a été le compositeur en résidence de Schloss Wiepersdorf, à l'invitation de la fondation Stiftung KulturFonds Berlin.
En 2003, il réside que compositeur en résidence à Worpswede, à l'invitation du ministère de la Science et de la Culture de Basse-Saxe.
En 2004, il a été le compositeur en résidence du Kunsthaus Lukas à Ahrenshoop, à l'invitation de la fondation Stiftung KulturFonds de Berlin.
En 2011, il réside que compositeur en résidence à Prague, à l'invitation du Fonds international de Visegrád.
En 2013, il a été le compositeur en résidence à Judenburg, à l'invitation de la municipalité de Judenburg, Styrie, Autriche.
En 2014, en raison de problèmes économiques il travaille dans une fonderie.
- 1988 - le prix au Concours international de musique électroacoustique Luigi Russolo à Varese (Italie).
- 2005 - Prix Ján Levoslav Bella de Composition musicale (Slovaquie).

## Œuvres orchestrales
- Mothers[1] pour violoncelle ou alto et orchestre à cordes (2023) 13 min
- Between the Waves (Concerto pour alto)[2] pour alto et orchestre à cordes (2021) 15 min
- Gegen.Stand (2019)[3], Concerto pour accordéon
- Invisible Beings pour orchestre à cordes (2018) 12 min
- Behind the Waves (Concerto pour alto)[4] pour alto et orchestre à cordes (2016) 12 min
- Turbulent Times pour timbales, caisse claire, grosse caisse et orchestre à cordes (2014) 10 min
- The Immanent Lines in Blue Deep pour orchestre de chambre (fl.cl.hn.tbn.tba/vb/pf/ 2vn.va.vc.cb) et cd (2012) 7 min
- Wie der Wind in den Dünen[5] [Inspiré par un poème de Tuvia Rübner] pour orchestre à cordes (2010) 11 min
- A Word About pour harpe, cloches tubulaires et orchestre à cordes (2010) 9 min
- San José pour 33 musiciens (2fl, 1 ob, 1 cl, 1 bs cl, 1 fg, 1 tpt, 1 tbn, 1 tuba, 1 timp, 1 vib, 1 camp, 2 perc, pno, 4 vn1, 4 vn2, 2 vle1, 2 vle2, 2 vc1, 2 vc2, 2 cb) (2010) 10 min
- Concerto pour 2 bayans et orchestre (2fl, 2 ob, 1 cl, 1 bs cl, 2 hn, 2 tpt, timp, perc, pno, vn1, vn2, vla, vc, cb) (2008) 22 min
- Namah[6] 'pour la paix dans le monde' pour orchestre (2000) 12 min
- Namah[7] 'pour la paix dans le monde' pour orchestre à cordes et wood-block (2000) 11 min
- Lasea pour orchestre à cordes (2000) 8 min

## Œuvres de chambre (sélection)
- Arching Sentiments[8] pour quintette de cuivres (2024) 9 min
- Passing Through Nothing[9], pour quatuor à cordes (2021) 11 min
- They observed, but did not evaluate[10]  pour clarinette en si bémol, violoncelle et accordéon (2024) 12 min
- If[11]  pour trompette solo (2024) 5 min
- Mothers[1] pour alto et orchestre à cordes (2023), Meta World Contemporary Art Festival, Belgrade, 13 décembre 2023, Saša Mirković (alto), Ensemble Metamorphosis
- This Was Blue[12] pour quatuor à cordes (2023) 10 min
- Natural Harbors[13] pour violon, alto, violoncelle, contrebasse et piano (2022) 15 min
- The Lost Blue - Still Connecting[14] pour flûte, percussions (vib, crotales) et piano (2022) 14 min
- Quiet Differences[15] pour deux guitares (2022) 7 min
- Kryha[16] pour deux accordéons (2021)
- Lavender Fields[17] pour flûte, alto et harpe (2020) 10 min
- The Vanishing[18] pour deux accordéons et orgue (2020) 12 min
- Sinaia Echoes[19] pour flûte, percussions (vib, gong) et piano (2020) 15 min
- More Questions Than Answers[20] pour guitare (2020) 8 min
- Invisible Beings pour orchestre à cordes (2019)[21]
- In der Essenz[22] pour flûte, percussions (vib, trgl) et piano (2019) 5 min
- Howling Glaciers pour piano et accordéon (2019)[23]
- Gegen.Stand[3] pour accordéon et orchestre (2019) 20 min
- Terauchi[24] pour quatuor à cordes (2018) 10 min
- Da perenne gaudium[25] pour orgue (2021) 4 min
- The Vanishing[26] pour deux accordéons et orgue (2020) 12 min
- Ave verum[27] pour soprano, violon et orgue (2018), Organ Plus Festival, Ružomberok, 25 juin 2023, Miriam Žiarna, soprano, Rastislav Adamko, violon, Zuzana Zahradníková, orgue
- Ave verum[28] pour soprano, violon et piano (2018), Filharmonia Częstochowska, Częstochowa, 20 mars 2024, Miriam Žiarna, soprano, Rastislav Adamko, violon, Zuzana Zahradníková, piano
- 1-9-1-8 pour violon et piano (2018) 12 min
- Signes de la mémoire, quatuor pour violon, clarinette en SIb, violoncelle et piano (2018) 10 min
- Portes abandonnés[29] (Abandoned Gates), quintette pour piano et quatuor à cordes (2016) 12 min
- In Embrace pour contrebasse et piano (2015) 12 min
- Portus pacis[30] pour orgue (2016) 9 min
- Danube Afterpoint pour 2 flûtes, 2 clarinettes, 2 pianos et quatuor à cordes (2015) 15 min
- Ich war in dir[31] pour soprano et violoncelle (2015)
- Seas and Deserts (Les mers et les déserts) pour quatuor à cordes et audio playback (2015) 12 min
- Effugium pour accordéon et audio playback (2015) 8 min
- Senahh pour flûte et piano (2015) 12 min
- Ulity pour harpe (2014) 7 min
- Odliv pour violon, alto et violoncelle (2014) 7 min
- Tranam pour violon solo (2014) 4 min
- Spomaleniny pour violon et piano (2014) 8 min
- Munk pour alto et piano (2013) 18 min
- Silhouette pour violoncelle et piano (2013) 6 min
- Silent Wanderings pour guitare (2012) 5 min
- Peroket pour violon / pour alto (2012) 7 min
- Amidah soprano, violon et accordéon (2012) 7 min
- Early and late Clarities pour accordéon (2011) 8 min
- Flower full of Gardens pour harpe ou clavecin (2010) 4 min 33 s
- In situ (2010) pour violoncelle, harpe, piano et électronique (2010) 18 min
- Empty Cage pour clavecin (2010) 4 min 33 s
- Torqued Images pour violon (2010) 8 min
- Zem zeme pour quatuor de clarinettes (2009) 12 min
- On the Seven Colours of Light[32] pour orgue (2007) 27 min
- To the Rainbow so close again pour quatuor à cordes (2003/2004) 12 min
- Nell'autunno del suo abbraccio insonne pour harpe (2003) 10 min
- Kirin pour hautbois (1999/2001) 9 min
- Wrieskalotkipaoxq pour quatuor de saxophones (1996) 9 min

## Œuvres pour piano (sélection)
- Before Our Current Moment Began, (2020) env. 8 min
- On Temperance, (2020) env. 5 min
- Sacrifices, (2019) env. 7 min
- Mornings, (2019) env. 10 min
- Put in the Rainbow, piano (2013) 18 min
- The Immanent Velvet, piano (2011) 11 min
- Linnas, piano (2011) 5 min
- Four Impressions, (2011) env. 12 min
- Skarps, (2009) env. 7 min
- Obscured Temptations, (2003) env. 7 min 30 s
- The Namah Theme, (2002) env. 6 min
- In den witen Flächen, (1996) env. 6 min

## Œuvres chorales
- Domine pour chœur mixte et cloches tubulaires (2011) 5 min
- Kyrie pour chœur mixte a cappella (2011) 4 min
- Si diligamus invicem pour chœur mixte a cappella (2002) 8 min

## Musique électronique et sonic art
- Slyšíte mě obře?, art radiophonique (2013) 18 min
- KE-art, art radiophonique (2013) 15 min
- Waters and Cages, paysage sonore (2012)
- 05.12.07. (2007) 5 min 12 s
- The Healing Heating, art radiophonique (2005) 18 min
- Columbia (At this country) (2003) 7 min 30 s
- ...and the earth will delight (1988) 12 min

## Musique de film
- Divoké Slovensko (Slovaquie sauvage)[33] 2015
- Cesty Slovenskom 2012
- Návrat rysov
- Altenburg - 4 Schüler gegen Stalin[34]

## Repères discographiques
- The Immanent Velvet[35] (Azyl Music, 2012)[36]
- A Marvelous Love: New Music for Organ[37] (Albany Records, 2012)
- Czechoslovak Chamber Duo (Radio Tchèque, 2012)
- Typornamento (Guerilla Records, 2012)
- Violin solo IV. (Pavlík Records, 2012)
- Inside The Tree[38] (Amadeus Art, 2011)
- Violin solo III. (Pavlík Records, 2011)
- Namah[39], (Musica Slovaca SF 00542131, 2008) avec Jon Anderson et Floraleda Sacchi
- Minimal Harp Floraleda Sacchi (harpe). Musique de : Lou Harrison; Philip Glass; György Ligeti; Nicola Campogrande; Henry Cowell; John Cage; Peter Machajdík; Michael Nyman. (DECCA - Universal Music Group) 2008
- R(a)dio(Custica) Selected 2008 (Radio Tchèque, 2008)
- Namaste Suite (Mnemes HCD 102, 2003)
- Požoň Sentimentál (Musica Slovaca, 2000)[40]
- RēR Quarterly Vol.4 No.1 (RēR Records, 1994)[41]
- Friends in Common Time[42] (Musique de : Peter Machajdík, Tor Brevik, Francis Kayali, Adrienne Albert, Peter Kutt, Andre Caplet, Kevin W. Walker, Alexander Timofeev) Catalogue No. © Copyright - Rebecca Jeffreys (700261465210) 2018
- Birds[43] (Musique de: Peter Machajdík, François Couperin, Jean-Philippe Rameau, William Byrd, Olli Mustonen), Elina Mustonen - clavecín © Fuga 9447,  (EAN 6419369094478)
- 2019 : BOWEN-REGER-MACHAJDÍK-BRAHMS[44] (Ivan Palovič - alto / Jordana Palovičová - piano). Musique de: Peter Machajdík, Johannes Brahms, Max Reger, York Bowen) 2019 © Pavlík Records
- 2022 : MACHAJDÍK, RUNCHAK, ZYCH, STIVRINA. ACCOSPHERE NEW ACCORDION CHAMBER MUSIC. PALUS, BUDZIŇÁKOVÁ[45] (Duo Accosphere, Airis String Quartet). Musique de: Peter Machajdík, Grzegorz Majka, Volodymyr Runchak, Renate Stivrina, Tyler Versluis, Wojciech Ziemowit Zych © DUX Records
- 2022 : Proxima Piano Trio - Current Vibes[46] (Proxima Piano Trio). Musique de: Peter Machajdík, Peter Groll, Matej Sloboda, Konštantin Ilievsky © UBU Collection 2022